# John S. Tanner

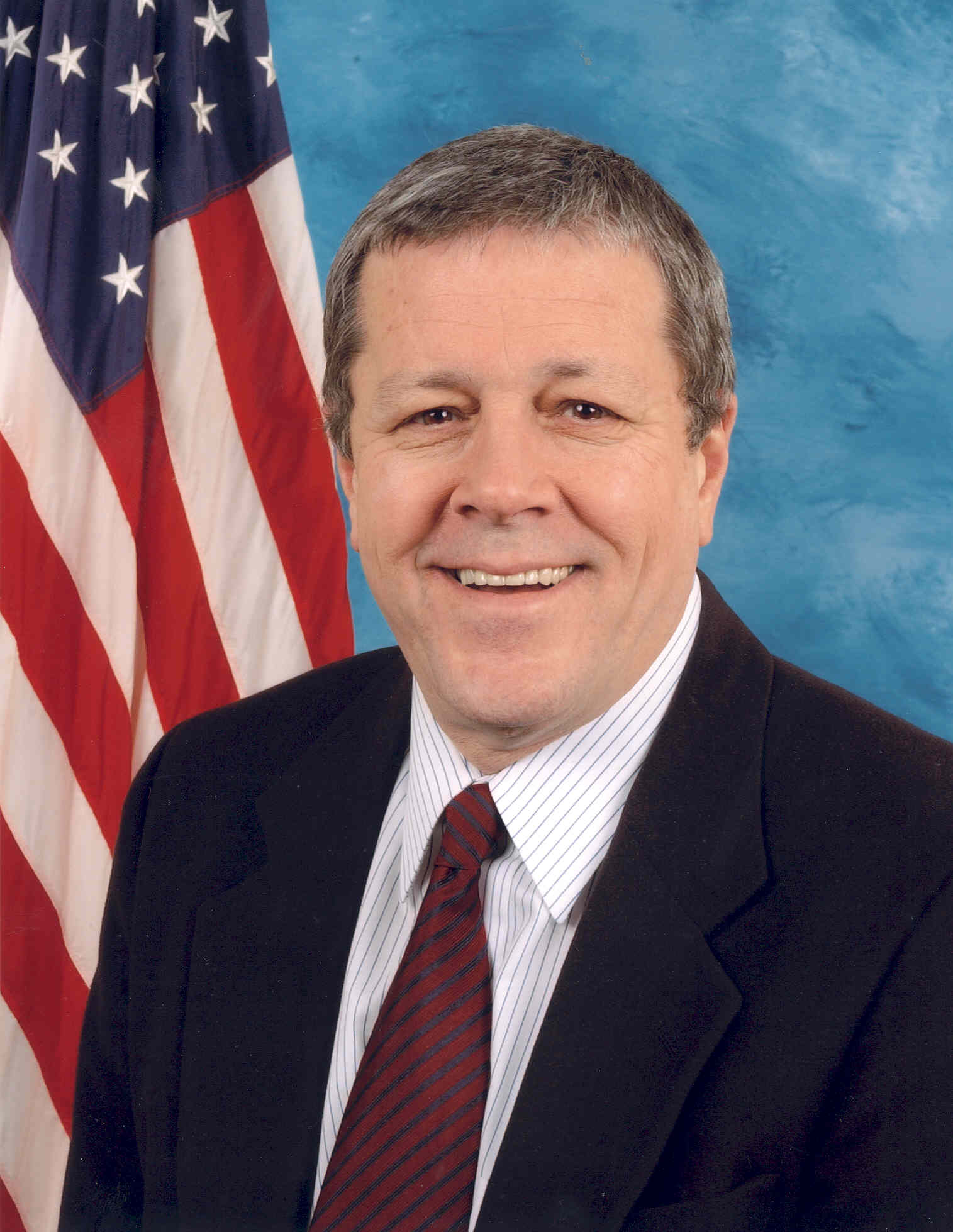
John S. Tanner

John S. Tanner (* 22. September 1944 in Halls, Lauderdale County, Tennessee) ist ein US-amerikanischer Politiker. Zwischen 1989 und 2011 vertrat er den Bundesstaat Tennessee im US-Repräsentantenhaus.

## Werdegang
John Tanner besuchte bis 1962 die Union City High School und studierte danach bis 1968 an der University of Tennessee in Knoxville unter anderem Jura. Zwischen 1968 und 1972 diente Tanner in der US Navy; von 1974 bis 2000 war er Mitglied der Nationalgarde seines Heimatstaates. Hauptberuflich arbeitete er als Rechtsanwalt. Gleichzeitig begann er als Mitglied der Demokratischen Partei eine politische Laufbahn. Zwischen 1976 und 1986 saß er als Abgeordneter im Repräsentantenhaus von Tennessee.
Bei den Kongresswahlen des Jahres 1988 wurde Tanner im achten Wahlbezirk von Tennessee in das US-Repräsentantenhaus in Washington, D.C. gewählt, wo er am 3. Januar 1989 die Nachfolge von Ed Jones antrat. Nach zehn Wiederwahlen konnte er bis zum 3. Januar 2011 elf Legislaturperioden im Kongress absolvieren. Diese waren von den Terroranschlägen am 11. September 2001 und dem folgenden Irakkrieg sowie dem Krieg in Afghanistan geprägt. Im Jahr 2008 unterstützte Tanner zunächst Hillary Clinton im Präsidentschaftswahlkampf seiner Partei. Tanner war Mitglied im Auswärtigen Ausschuss und im Committee on Ways and Means sowie in insgesamt vier Unterausschüssen. Von 2008 bis 2010 war er als Nachfolger des Portugiesen José Lello Präsident der Parlamentarischen Versammlung der NATO.
Bereits am 1. Dezember 2009 erklärte John Tanner seinen Verzicht auf eine erneute Kandidatur im Jahr 2010. Der an seiner Stelle von den Demokraten nominierte Roy Herron unterlag dem Republikaner Stephen Fincher. Tanner ist verheiratet und lebt mit seiner Frau in Union City.